# تأثیر فرهنگ آلمانی در ایران
فرهنگ آلمانی در ایران شدیداً مورد تحسین بوده و هست، ولی معمولاً دربارهٔ تأثیر آن بر فرهنگ ایرانی مبالغه می‌شود. این فرهنگ عمدتاً بر ایرانیانی که یا به یک مدرسهٔ آلمانی در ایران پیوسته بودند، یا دیگر قراردهای شخصی با آلمانی‌ها داشنند، در آلمان تحصیل کردند، یا در آنجا کار کردند تأثیر ماندگاری داشت.
در اولین مراحل ورود آموزش نوین به ایران، فرانسوی تنها زبان اروپایی بود که در مدارس ایران تدریس می‌شد و در موارد مشخصی، حتی برای دروس و امتحانات مورد استفاده قرار می‌گرفت. دارالفنون استادان اتریشی داشت، ولی دروس آنان به فرانسوی ترجمه می‌شد. در ۱۹۰۷، یک موافقتنامهٔ فرهنگی بین امپراطوری آلمان و ایران منجر به تأسیس اولین مدرسهٔ آلمانی در ایران شد، که دانش آموزان در آن از اولین کلاس، نه ساعت در هفته آلمانی می‌خواندند. این مدرسه که مشترکاً توسط دول آلمان و ایران تأسیس شده بود، به خوبی مجهز به آزمایشگاه‌ها و امکانات ورزشی بود. این مدرسه ۳،۰۰۰ مدرک دبیرستان ایرانی صادر کرد ولی دانشی که به دانش آموزان می‌داد از سطح عادی دبیرستان بسیار فراتر بود، تا جایی که دانش آموختگان ایرانی آن اغلب در مدارج عالی دولت ایران کار می‌یافتند.   دانش آموختگان آن، شماری از آنان که تحصیل خود را در آلمان ادامه داده بودند، تخصص فنی لازم برای تأسیس و اداره نظام راه آهن ایران را فراهم کردند.
در ۱۹۲۳، یک مدرسه صنعتی آلمانی-ایرانی در تهران تأسیس شد. دولت ایران آن را در ۱۹۳۷ در اختیار گرفت و پس از اشغال ایران به دست متفقین در ۱۹۴۱، از تدریس دورس آلمانی منع شد، گرچه همچنان تا دهه ۱۹۵۰ معلمین آلمانی را در استخدام خود داشت. در دههٔ ۱۹۳۰، مدارس صنعتی بیشتری با مشارکت آلمان در تبریز، اصفهان، شیراز و مشهد تأسیس شدند. این مدارس تکنسین‌های مجربی تربیت کردند که صنعتی سازی کشور را قاطعانه به پیش برد. بسیاری از صنعتگران دوره رضا شاه پهلوی دانش اموختگان این مدارس بودند (مانند احمد متین دفتری و جعفر شریف‌امامی) و ژرمنوفیل دانسته می‌شدند. سی تا از آنها در پی اشغال ایران به دست متفقین زندانی شدند.
کلنی آلمانی در تهران، در ۱۹۳۲ مدرسه‌ای آلمانی تأسیس کرد که در جریان جنگ جهانی دوم باید بسته می‌شد. در ۱۹۵۵، مدرسه آلمانی دیگری با همکاری سفارت آلمان تأسیس شد.  تا ۱۹۶۴، این مدرسه همهٔ کلاس‌های ابتدایی و دبیرستان را شامل می‌شد و یک مدرسهٔ آلمانی در خارج شناخته می‌شد. تا ۱۹۷۸ ۱۵۰۰ محصل داشت و بزرگ‌ترین مدرسهٔ آلمانی در خارج بود. این دو مدرسه به معرفی فرهنگ آلمانی در ایران کمک چندانی نکرده‌اند، زیرا درصد زیادی از دانش آموزانشان را محصلین حاصل از زوج‌های ایرانی-آلمانی یا ایرانیانی تشکیل می‌دادند که در آلمان زندگی می‌کردند و تحصیل خود را در آنجا شروع کرده بودند.
پس از لغو موافقت فرهنگی و تعطیلی انستیتو گوته که در ۱۹۵۸ تأسیس شده بود، و در ۱۹۷۸ حدوداً هزار دانش اموز داشت، تبلیغ فرهنگ و زبان آلمانی به ایرانیان چند سالی در انحصار مؤسسه فرهنگی اتریش قرار گرفت. مؤسسه نوین زبان  آلمانی در ۱۹۹۵ توسط سفارت آلمان تأسیس شد و اجازه نیافت در هیچ فعالیت فرهنگی مشارکت کند، زیرا در پی مناقشه سلمان رشدی، توافق فرهنگی جدید بین تهران و بن در ۲۹ نوامبر ۱۹۸۸ به اجرا در نیامده بود.